# Возвращение резидента
«Возвраще́ние резиде́нта» — советский двухсерийный художественный фильм, поставленный на Центральной киностудии детских и юношеских фильмов имени М. Горького в 1982 году режиссёром Вениамином Дорманом. Третий фильм тетралогии о резиденте Михаиле Тульеве.

## Сюжет
После возвращения из СССР Тульева подвергли жёсткой проверке его прежние «хозяева». Он продолжает свою работу в западной разведке, но уже как советский разведчик по линии Первого главного управления КГБ СССР. В новом качестве он устанавливает местонахождение гитлеровского преступника Гофмана, некогда приговорённого к смертной казни, и помогает властям его арестовать. Однако в результате конфликта внутри НАТОвской разведки за ним начинает охоту Чарли Брайтон, подручный Гофмана. Одновременно Тульеву удаётся установить личность убийцы своего отца — Карла Брокмана, с которым они пересеклись на службе наёмниками где-то в жарких странах. Он хочет отомстить, но по злой иронии судьбы должен помогать в подготовке Брокмана для заброски шпионом в Советский Союз.

## В ролях
- Георгий Жжёнов — Михаил Александрович Тульев, оперативный псевдоним «Надежда»
- Пётр Вельяминов — Пётр Иванович Лукин, генерал КГБ СССР, руководитель советской разведки
- Николай Прокопович — Владимир Гаврилович Марков, сотрудник КГБ СССР, замруководителя советской разведки
- Евгений Герасимов — Андрей Михайлович Кузнецов, сотрудник КГБ СССР, контрразведчик
- Леонид Броневой — Иоганн Штаубе, шеф западногерманской разведки
- Борис Химичев — Роберт Стивенсон, куратор западногерманской разведки из ЦРУ
- Ирина Азер — Марта, секретарь Штаубе
- Вадим Захарченко — Леонид Круг, шпион, заслан в СССР как «Николай Уткин», агент НТС, бывший боевик УПА
- Евгений Киндинов — Карл Брокман, шпион, профессиональный киллер
- Борис Иванов — Дон, сотрудник Парижской резидентуры западногерманской разведки, друг отца Тульева
- Любовь Соколова — Наталья Сергеевна, владелица съёмных комнат в Ялте
- Олег Дорман — Алик, внук Натальи Сергеевны
- Элеонора Шашкова — Мария Николаевна, жена Тульева
- Татьяна Окуневская — Линда Николаевна Стачевская, подпольный агент НТС
- Леонид Ярмольник — Чарли Брайтон, подручный Гофмана, профессиональный киллер
- Александр Филиппенко — командир отряда наёмников
- Александр Яковлев — Фернанду Рош, капитан Иностранного легиона
- Алексей Михайлов — Мортимер, телохранитель
- Николай Граббе — Виктор Круг, агент НТС
- Георгий Тейх — Гюнтер Гофман, военный преступник
- Готлиб Ронинсон —  мсье Гюстав Поммере, аптекарь, сосед отца Тульева
- Борис Сморчков — лесник
- Георгий Тусузов — Кутузов, радиолюбитель
- Юрий Гусев — Серж Картель, агент западногерманской разведки
- Владимир Мащенко — Фултон
- Григорий Лямпе — владелец отеля в Швейцарии
- Елена Максимова — соседка Леонида Круга (Николая Уткина)
- Николай Кейль — Джон, дворецкий Стивенсона
- Рогволд Суховерко — вербовщик из «Циклопа»
- Ерванд Арзуманян — отец двойняшек
- Владимир Тихонов — эпизод
- Эрменгельд Коновалов — телохранитель (нет в титрах)
- Николай Бриллинг — Александер, сотрудник западногерманской разведки (нет в титрах)
- Екатерина Граббе — эпизод (нет в титрах)
- Николай Дик — эпизод (нет в титрах)

## Съёмочная группа
- Авторы сценария — Олег Шмелёв, Владимир Востоков
- Постановка — Вениамина Дормана
- Главный оператор — Вадим Корнильев

## Производство
Съёмки большинства натурных сцен проходили в Румынии.
Сцены в Париже также снимались в Румынии.
Сцены в Швейцарии снимались в Австрийских Альпах.
Сцены африканского лагеря снимали в Крыму, на полигоне в селе Перевальном. Финальную сцену гонок снимали в Крыму, на старой дороге под Байдаро-Кастропольской стеной.

## Шахматы
|   | a | b | c | d | e | f | g | h |   |
| - | --- | --- | --- | --- | --- | --- | --- | --- | - |
| 8 | a8 чёрная ладья · d8 чёрный король · e8 чёрная ладья · a7 чёрная пешка · c7 чёрная пешка · h7 чёрная пешка · b6 чёрный слон · c6 чёрный конь · f6 чёрная пешка · g6 чёрный ферзь · b4 белая пешка · e4 белый слон · g4 белая пешка · a3 белая пешка · h3 белая пешка · e2 белая ладья · g2 белый ферзь · a1 белая ладья · e1 белый король | a8 чёрная ладья · d8 чёрный король · e8 чёрная ладья · a7 чёрная пешка · c7 чёрная пешка · h7 чёрная пешка · b6 чёрный слон · c6 чёрный конь · f6 чёрная пешка · g6 чёрный ферзь · b4 белая пешка · e4 белый слон · g4 белая пешка · a3 белая пешка · h3 белая пешка · e2 белая ладья · g2 белый ферзь · a1 белая ладья · e1 белый король | a8 чёрная ладья · d8 чёрный король · e8 чёрная ладья · a7 чёрная пешка · c7 чёрная пешка · h7 чёрная пешка · b6 чёрный слон · c6 чёрный конь · f6 чёрная пешка · g6 чёрный ферзь · b4 белая пешка · e4 белый слон · g4 белая пешка · a3 белая пешка · h3 белая пешка · e2 белая ладья · g2 белый ферзь · a1 белая ладья · e1 белый король | a8 чёрная ладья · d8 чёрный король · e8 чёрная ладья · a7 чёрная пешка · c7 чёрная пешка · h7 чёрная пешка · b6 чёрный слон · c6 чёрный конь · f6 чёрная пешка · g6 чёрный ферзь · b4 белая пешка · e4 белый слон · g4 белая пешка · a3 белая пешка · h3 белая пешка · e2 белая ладья · g2 белый ферзь · a1 белая ладья · e1 белый король | a8 чёрная ладья · d8 чёрный король · e8 чёрная ладья · a7 чёрная пешка · c7 чёрная пешка · h7 чёрная пешка · b6 чёрный слон · c6 чёрный конь · f6 чёрная пешка · g6 чёрный ферзь · b4 белая пешка · e4 белый слон · g4 белая пешка · a3 белая пешка · h3 белая пешка · e2 белая ладья · g2 белый ферзь · a1 белая ладья · e1 белый король | a8 чёрная ладья · d8 чёрный король · e8 чёрная ладья · a7 чёрная пешка · c7 чёрная пешка · h7 чёрная пешка · b6 чёрный слон · c6 чёрный конь · f6 чёрная пешка · g6 чёрный ферзь · b4 белая пешка · e4 белый слон · g4 белая пешка · a3 белая пешка · h3 белая пешка · e2 белая ладья · g2 белый ферзь · a1 белая ладья · e1 белый король | a8 чёрная ладья · d8 чёрный король · e8 чёрная ладья · a7 чёрная пешка · c7 чёрная пешка · h7 чёрная пешка · b6 чёрный слон · c6 чёрный конь · f6 чёрная пешка · g6 чёрный ферзь · b4 белая пешка · e4 белый слон · g4 белая пешка · a3 белая пешка · h3 белая пешка · e2 белая ладья · g2 белый ферзь · a1 белая ладья · e1 белый король | a8 чёрная ладья · d8 чёрный король · e8 чёрная ладья · a7 чёрная пешка · c7 чёрная пешка · h7 чёрная пешка · b6 чёрный слон · c6 чёрный конь · f6 чёрная пешка · g6 чёрный ферзь · b4 белая пешка · e4 белый слон · g4 белая пешка · a3 белая пешка · h3 белая пешка · e2 белая ладья · g2 белый ферзь · a1 белая ладья · e1 белый король | 8 |
| 7 | a8 чёрная ладья · d8 чёрный король · e8 чёрная ладья · a7 чёрная пешка · c7 чёрная пешка · h7 чёрная пешка · b6 чёрный слон · c6 чёрный конь · f6 чёрная пешка · g6 чёрный ферзь · b4 белая пешка · e4 белый слон · g4 белая пешка · a3 белая пешка · h3 белая пешка · e2 белая ладья · g2 белый ферзь · a1 белая ладья · e1 белый король | a8 чёрная ладья · d8 чёрный король · e8 чёрная ладья · a7 чёрная пешка · c7 чёрная пешка · h7 чёрная пешка · b6 чёрный слон · c6 чёрный конь · f6 чёрная пешка · g6 чёрный ферзь · b4 белая пешка · e4 белый слон · g4 белая пешка · a3 белая пешка · h3 белая пешка · e2 белая ладья · g2 белый ферзь · a1 белая ладья · e1 белый король | a8 чёрная ладья · d8 чёрный король · e8 чёрная ладья · a7 чёрная пешка · c7 чёрная пешка · h7 чёрная пешка · b6 чёрный слон · c6 чёрный конь · f6 чёрная пешка · g6 чёрный ферзь · b4 белая пешка · e4 белый слон · g4 белая пешка · a3 белая пешка · h3 белая пешка · e2 белая ладья · g2 белый ферзь · a1 белая ладья · e1 белый король | a8 чёрная ладья · d8 чёрный король · e8 чёрная ладья · a7 чёрная пешка · c7 чёрная пешка · h7 чёрная пешка · b6 чёрный слон · c6 чёрный конь · f6 чёрная пешка · g6 чёрный ферзь · b4 белая пешка · e4 белый слон · g4 белая пешка · a3 белая пешка · h3 белая пешка · e2 белая ладья · g2 белый ферзь · a1 белая ладья · e1 белый король | a8 чёрная ладья · d8 чёрный король · e8 чёрная ладья · a7 чёрная пешка · c7 чёрная пешка · h7 чёрная пешка · b6 чёрный слон · c6 чёрный конь · f6 чёрная пешка · g6 чёрный ферзь · b4 белая пешка · e4 белый слон · g4 белая пешка · a3 белая пешка · h3 белая пешка · e2 белая ладья · g2 белый ферзь · a1 белая ладья · e1 белый король | a8 чёрная ладья · d8 чёрный король · e8 чёрная ладья · a7 чёрная пешка · c7 чёрная пешка · h7 чёрная пешка · b6 чёрный слон · c6 чёрный конь · f6 чёрная пешка · g6 чёрный ферзь · b4 белая пешка · e4 белый слон · g4 белая пешка · a3 белая пешка · h3 белая пешка · e2 белая ладья · g2 белый ферзь · a1 белая ладья · e1 белый король | a8 чёрная ладья · d8 чёрный король · e8 чёрная ладья · a7 чёрная пешка · c7 чёрная пешка · h7 чёрная пешка · b6 чёрный слон · c6 чёрный конь · f6 чёрная пешка · g6 чёрный ферзь · b4 белая пешка · e4 белый слон · g4 белая пешка · a3 белая пешка · h3 белая пешка · e2 белая ладья · g2 белый ферзь · a1 белая ладья · e1 белый король | a8 чёрная ладья · d8 чёрный король · e8 чёрная ладья · a7 чёрная пешка · c7 чёрная пешка · h7 чёрная пешка · b6 чёрный слон · c6 чёрный конь · f6 чёрная пешка · g6 чёрный ферзь · b4 белая пешка · e4 белый слон · g4 белая пешка · a3 белая пешка · h3 белая пешка · e2 белая ладья · g2 белый ферзь · a1 белая ладья · e1 белый король | 7 |
| 6 | a8 чёрная ладья · d8 чёрный король · e8 чёрная ладья · a7 чёрная пешка · c7 чёрная пешка · h7 чёрная пешка · b6 чёрный слон · c6 чёрный конь · f6 чёрная пешка · g6 чёрный ферзь · b4 белая пешка · e4 белый слон · g4 белая пешка · a3 белая пешка · h3 белая пешка · e2 белая ладья · g2 белый ферзь · a1 белая ладья · e1 белый король | a8 чёрная ладья · d8 чёрный король · e8 чёрная ладья · a7 чёрная пешка · c7 чёрная пешка · h7 чёрная пешка · b6 чёрный слон · c6 чёрный конь · f6 чёрная пешка · g6 чёрный ферзь · b4 белая пешка · e4 белый слон · g4 белая пешка · a3 белая пешка · h3 белая пешка · e2 белая ладья · g2 белый ферзь · a1 белая ладья · e1 белый король | a8 чёрная ладья · d8 чёрный король · e8 чёрная ладья · a7 чёрная пешка · c7 чёрная пешка · h7 чёрная пешка · b6 чёрный слон · c6 чёрный конь · f6 чёрная пешка · g6 чёрный ферзь · b4 белая пешка · e4 белый слон · g4 белая пешка · a3 белая пешка · h3 белая пешка · e2 белая ладья · g2 белый ферзь · a1 белая ладья · e1 белый король | a8 чёрная ладья · d8 чёрный король · e8 чёрная ладья · a7 чёрная пешка · c7 чёрная пешка · h7 чёрная пешка · b6 чёрный слон · c6 чёрный конь · f6 чёрная пешка · g6 чёрный ферзь · b4 белая пешка · e4 белый слон · g4 белая пешка · a3 белая пешка · h3 белая пешка · e2 белая ладья · g2 белый ферзь · a1 белая ладья · e1 белый король | a8 чёрная ладья · d8 чёрный король · e8 чёрная ладья · a7 чёрная пешка · c7 чёрная пешка · h7 чёрная пешка · b6 чёрный слон · c6 чёрный конь · f6 чёрная пешка · g6 чёрный ферзь · b4 белая пешка · e4 белый слон · g4 белая пешка · a3 белая пешка · h3 белая пешка · e2 белая ладья · g2 белый ферзь · a1 белая ладья · e1 белый король | a8 чёрная ладья · d8 чёрный король · e8 чёрная ладья · a7 чёрная пешка · c7 чёрная пешка · h7 чёрная пешка · b6 чёрный слон · c6 чёрный конь · f6 чёрная пешка · g6 чёрный ферзь · b4 белая пешка · e4 белый слон · g4 белая пешка · a3 белая пешка · h3 белая пешка · e2 белая ладья · g2 белый ферзь · a1 белая ладья · e1 белый король | a8 чёрная ладья · d8 чёрный король · e8 чёрная ладья · a7 чёрная пешка · c7 чёрная пешка · h7 чёрная пешка · b6 чёрный слон · c6 чёрный конь · f6 чёрная пешка · g6 чёрный ферзь · b4 белая пешка · e4 белый слон · g4 белая пешка · a3 белая пешка · h3 белая пешка · e2 белая ладья · g2 белый ферзь · a1 белая ладья · e1 белый король | a8 чёрная ладья · d8 чёрный король · e8 чёрная ладья · a7 чёрная пешка · c7 чёрная пешка · h7 чёрная пешка · b6 чёрный слон · c6 чёрный конь · f6 чёрная пешка · g6 чёрный ферзь · b4 белая пешка · e4 белый слон · g4 белая пешка · a3 белая пешка · h3 белая пешка · e2 белая ладья · g2 белый ферзь · a1 белая ладья · e1 белый король | 6 |
| 5 | a8 чёрная ладья · d8 чёрный король · e8 чёрная ладья · a7 чёрная пешка · c7 чёрная пешка · h7 чёрная пешка · b6 чёрный слон · c6 чёрный конь · f6 чёрная пешка · g6 чёрный ферзь · b4 белая пешка · e4 белый слон · g4 белая пешка · a3 белая пешка · h3 белая пешка · e2 белая ладья · g2 белый ферзь · a1 белая ладья · e1 белый король | a8 чёрная ладья · d8 чёрный король · e8 чёрная ладья · a7 чёрная пешка · c7 чёрная пешка · h7 чёрная пешка · b6 чёрный слон · c6 чёрный конь · f6 чёрная пешка · g6 чёрный ферзь · b4 белая пешка · e4 белый слон · g4 белая пешка · a3 белая пешка · h3 белая пешка · e2 белая ладья · g2 белый ферзь · a1 белая ладья · e1 белый король | a8 чёрная ладья · d8 чёрный король · e8 чёрная ладья · a7 чёрная пешка · c7 чёрная пешка · h7 чёрная пешка · b6 чёрный слон · c6 чёрный конь · f6 чёрная пешка · g6 чёрный ферзь · b4 белая пешка · e4 белый слон · g4 белая пешка · a3 белая пешка · h3 белая пешка · e2 белая ладья · g2 белый ферзь · a1 белая ладья · e1 белый король | a8 чёрная ладья · d8 чёрный король · e8 чёрная ладья · a7 чёрная пешка · c7 чёрная пешка · h7 чёрная пешка · b6 чёрный слон · c6 чёрный конь · f6 чёрная пешка · g6 чёрный ферзь · b4 белая пешка · e4 белый слон · g4 белая пешка · a3 белая пешка · h3 белая пешка · e2 белая ладья · g2 белый ферзь · a1 белая ладья · e1 белый король | a8 чёрная ладья · d8 чёрный король · e8 чёрная ладья · a7 чёрная пешка · c7 чёрная пешка · h7 чёрная пешка · b6 чёрный слон · c6 чёрный конь · f6 чёрная пешка · g6 чёрный ферзь · b4 белая пешка · e4 белый слон · g4 белая пешка · a3 белая пешка · h3 белая пешка · e2 белая ладья · g2 белый ферзь · a1 белая ладья · e1 белый король | a8 чёрная ладья · d8 чёрный король · e8 чёрная ладья · a7 чёрная пешка · c7 чёрная пешка · h7 чёрная пешка · b6 чёрный слон · c6 чёрный конь · f6 чёрная пешка · g6 чёрный ферзь · b4 белая пешка · e4 белый слон · g4 белая пешка · a3 белая пешка · h3 белая пешка · e2 белая ладья · g2 белый ферзь · a1 белая ладья · e1 белый король | a8 чёрная ладья · d8 чёрный король · e8 чёрная ладья · a7 чёрная пешка · c7 чёрная пешка · h7 чёрная пешка · b6 чёрный слон · c6 чёрный конь · f6 чёрная пешка · g6 чёрный ферзь · b4 белая пешка · e4 белый слон · g4 белая пешка · a3 белая пешка · h3 белая пешка · e2 белая ладья · g2 белый ферзь · a1 белая ладья · e1 белый король | a8 чёрная ладья · d8 чёрный король · e8 чёрная ладья · a7 чёрная пешка · c7 чёрная пешка · h7 чёрная пешка · b6 чёрный слон · c6 чёрный конь · f6 чёрная пешка · g6 чёрный ферзь · b4 белая пешка · e4 белый слон · g4 белая пешка · a3 белая пешка · h3 белая пешка · e2 белая ладья · g2 белый ферзь · a1 белая ладья · e1 белый король | 5 |
| 4 | a8 чёрная ладья · d8 чёрный король · e8 чёрная ладья · a7 чёрная пешка · c7 чёрная пешка · h7 чёрная пешка · b6 чёрный слон · c6 чёрный конь · f6 чёрная пешка · g6 чёрный ферзь · b4 белая пешка · e4 белый слон · g4 белая пешка · a3 белая пешка · h3 белая пешка · e2 белая ладья · g2 белый ферзь · a1 белая ладья · e1 белый король | a8 чёрная ладья · d8 чёрный король · e8 чёрная ладья · a7 чёрная пешка · c7 чёрная пешка · h7 чёрная пешка · b6 чёрный слон · c6 чёрный конь · f6 чёрная пешка · g6 чёрный ферзь · b4 белая пешка · e4 белый слон · g4 белая пешка · a3 белая пешка · h3 белая пешка · e2 белая ладья · g2 белый ферзь · a1 белая ладья · e1 белый король | a8 чёрная ладья · d8 чёрный король · e8 чёрная ладья · a7 чёрная пешка · c7 чёрная пешка · h7 чёрная пешка · b6 чёрный слон · c6 чёрный конь · f6 чёрная пешка · g6 чёрный ферзь · b4 белая пешка · e4 белый слон · g4 белая пешка · a3 белая пешка · h3 белая пешка · e2 белая ладья · g2 белый ферзь · a1 белая ладья · e1 белый король | a8 чёрная ладья · d8 чёрный король · e8 чёрная ладья · a7 чёрная пешка · c7 чёрная пешка · h7 чёрная пешка · b6 чёрный слон · c6 чёрный конь · f6 чёрная пешка · g6 чёрный ферзь · b4 белая пешка · e4 белый слон · g4 белая пешка · a3 белая пешка · h3 белая пешка · e2 белая ладья · g2 белый ферзь · a1 белая ладья · e1 белый король | a8 чёрная ладья · d8 чёрный король · e8 чёрная ладья · a7 чёрная пешка · c7 чёрная пешка · h7 чёрная пешка · b6 чёрный слон · c6 чёрный конь · f6 чёрная пешка · g6 чёрный ферзь · b4 белая пешка · e4 белый слон · g4 белая пешка · a3 белая пешка · h3 белая пешка · e2 белая ладья · g2 белый ферзь · a1 белая ладья · e1 белый король | a8 чёрная ладья · d8 чёрный король · e8 чёрная ладья · a7 чёрная пешка · c7 чёрная пешка · h7 чёрная пешка · b6 чёрный слон · c6 чёрный конь · f6 чёрная пешка · g6 чёрный ферзь · b4 белая пешка · e4 белый слон · g4 белая пешка · a3 белая пешка · h3 белая пешка · e2 белая ладья · g2 белый ферзь · a1 белая ладья · e1 белый король | a8 чёрная ладья · d8 чёрный король · e8 чёрная ладья · a7 чёрная пешка · c7 чёрная пешка · h7 чёрная пешка · b6 чёрный слон · c6 чёрный конь · f6 чёрная пешка · g6 чёрный ферзь · b4 белая пешка · e4 белый слон · g4 белая пешка · a3 белая пешка · h3 белая пешка · e2 белая ладья · g2 белый ферзь · a1 белая ладья · e1 белый король | a8 чёрная ладья · d8 чёрный король · e8 чёрная ладья · a7 чёрная пешка · c7 чёрная пешка · h7 чёрная пешка · b6 чёрный слон · c6 чёрный конь · f6 чёрная пешка · g6 чёрный ферзь · b4 белая пешка · e4 белый слон · g4 белая пешка · a3 белая пешка · h3 белая пешка · e2 белая ладья · g2 белый ферзь · a1 белая ладья · e1 белый король | 4 |
| 3 | a8 чёрная ладья · d8 чёрный король · e8 чёрная ладья · a7 чёрная пешка · c7 чёрная пешка · h7 чёрная пешка · b6 чёрный слон · c6 чёрный конь · f6 чёрная пешка · g6 чёрный ферзь · b4 белая пешка · e4 белый слон · g4 белая пешка · a3 белая пешка · h3 белая пешка · e2 белая ладья · g2 белый ферзь · a1 белая ладья · e1 белый король | a8 чёрная ладья · d8 чёрный король · e8 чёрная ладья · a7 чёрная пешка · c7 чёрная пешка · h7 чёрная пешка · b6 чёрный слон · c6 чёрный конь · f6 чёрная пешка · g6 чёрный ферзь · b4 белая пешка · e4 белый слон · g4 белая пешка · a3 белая пешка · h3 белая пешка · e2 белая ладья · g2 белый ферзь · a1 белая ладья · e1 белый король | a8 чёрная ладья · d8 чёрный король · e8 чёрная ладья · a7 чёрная пешка · c7 чёрная пешка · h7 чёрная пешка · b6 чёрный слон · c6 чёрный конь · f6 чёрная пешка · g6 чёрный ферзь · b4 белая пешка · e4 белый слон · g4 белая пешка · a3 белая пешка · h3 белая пешка · e2 белая ладья · g2 белый ферзь · a1 белая ладья · e1 белый король | a8 чёрная ладья · d8 чёрный король · e8 чёрная ладья · a7 чёрная пешка · c7 чёрная пешка · h7 чёрная пешка · b6 чёрный слон · c6 чёрный конь · f6 чёрная пешка · g6 чёрный ферзь · b4 белая пешка · e4 белый слон · g4 белая пешка · a3 белая пешка · h3 белая пешка · e2 белая ладья · g2 белый ферзь · a1 белая ладья · e1 белый король | a8 чёрная ладья · d8 чёрный король · e8 чёрная ладья · a7 чёрная пешка · c7 чёрная пешка · h7 чёрная пешка · b6 чёрный слон · c6 чёрный конь · f6 чёрная пешка · g6 чёрный ферзь · b4 белая пешка · e4 белый слон · g4 белая пешка · a3 белая пешка · h3 белая пешка · e2 белая ладья · g2 белый ферзь · a1 белая ладья · e1 белый король | a8 чёрная ладья · d8 чёрный король · e8 чёрная ладья · a7 чёрная пешка · c7 чёрная пешка · h7 чёрная пешка · b6 чёрный слон · c6 чёрный конь · f6 чёрная пешка · g6 чёрный ферзь · b4 белая пешка · e4 белый слон · g4 белая пешка · a3 белая пешка · h3 белая пешка · e2 белая ладья · g2 белый ферзь · a1 белая ладья · e1 белый король | a8 чёрная ладья · d8 чёрный король · e8 чёрная ладья · a7 чёрная пешка · c7 чёрная пешка · h7 чёрная пешка · b6 чёрный слон · c6 чёрный конь · f6 чёрная пешка · g6 чёрный ферзь · b4 белая пешка · e4 белый слон · g4 белая пешка · a3 белая пешка · h3 белая пешка · e2 белая ладья · g2 белый ферзь · a1 белая ладья · e1 белый король | a8 чёрная ладья · d8 чёрный король · e8 чёрная ладья · a7 чёрная пешка · c7 чёрная пешка · h7 чёрная пешка · b6 чёрный слон · c6 чёрный конь · f6 чёрная пешка · g6 чёрный ферзь · b4 белая пешка · e4 белый слон · g4 белая пешка · a3 белая пешка · h3 белая пешка · e2 белая ладья · g2 белый ферзь · a1 белая ладья · e1 белый король | 3 |
| 2 | a8 чёрная ладья · d8 чёрный король · e8 чёрная ладья · a7 чёрная пешка · c7 чёрная пешка · h7 чёрная пешка · b6 чёрный слон · c6 чёрный конь · f6 чёрная пешка · g6 чёрный ферзь · b4 белая пешка · e4 белый слон · g4 белая пешка · a3 белая пешка · h3 белая пешка · e2 белая ладья · g2 белый ферзь · a1 белая ладья · e1 белый король | a8 чёрная ладья · d8 чёрный король · e8 чёрная ладья · a7 чёрная пешка · c7 чёрная пешка · h7 чёрная пешка · b6 чёрный слон · c6 чёрный конь · f6 чёрная пешка · g6 чёрный ферзь · b4 белая пешка · e4 белый слон · g4 белая пешка · a3 белая пешка · h3 белая пешка · e2 белая ладья · g2 белый ферзь · a1 белая ладья · e1 белый король | a8 чёрная ладья · d8 чёрный король · e8 чёрная ладья · a7 чёрная пешка · c7 чёрная пешка · h7 чёрная пешка · b6 чёрный слон · c6 чёрный конь · f6 чёрная пешка · g6 чёрный ферзь · b4 белая пешка · e4 белый слон · g4 белая пешка · a3 белая пешка · h3 белая пешка · e2 белая ладья · g2 белый ферзь · a1 белая ладья · e1 белый король | a8 чёрная ладья · d8 чёрный король · e8 чёрная ладья · a7 чёрная пешка · c7 чёрная пешка · h7 чёрная пешка · b6 чёрный слон · c6 чёрный конь · f6 чёрная пешка · g6 чёрный ферзь · b4 белая пешка · e4 белый слон · g4 белая пешка · a3 белая пешка · h3 белая пешка · e2 белая ладья · g2 белый ферзь · a1 белая ладья · e1 белый король | a8 чёрная ладья · d8 чёрный король · e8 чёрная ладья · a7 чёрная пешка · c7 чёрная пешка · h7 чёрная пешка · b6 чёрный слон · c6 чёрный конь · f6 чёрная пешка · g6 чёрный ферзь · b4 белая пешка · e4 белый слон · g4 белая пешка · a3 белая пешка · h3 белая пешка · e2 белая ладья · g2 белый ферзь · a1 белая ладья · e1 белый король | a8 чёрная ладья · d8 чёрный король · e8 чёрная ладья · a7 чёрная пешка · c7 чёрная пешка · h7 чёрная пешка · b6 чёрный слон · c6 чёрный конь · f6 чёрная пешка · g6 чёрный ферзь · b4 белая пешка · e4 белый слон · g4 белая пешка · a3 белая пешка · h3 белая пешка · e2 белая ладья · g2 белый ферзь · a1 белая ладья · e1 белый король | a8 чёрная ладья · d8 чёрный король · e8 чёрная ладья · a7 чёрная пешка · c7 чёрная пешка · h7 чёрная пешка · b6 чёрный слон · c6 чёрный конь · f6 чёрная пешка · g6 чёрный ферзь · b4 белая пешка · e4 белый слон · g4 белая пешка · a3 белая пешка · h3 белая пешка · e2 белая ладья · g2 белый ферзь · a1 белая ладья · e1 белый король | a8 чёрная ладья · d8 чёрный король · e8 чёрная ладья · a7 чёрная пешка · c7 чёрная пешка · h7 чёрная пешка · b6 чёрный слон · c6 чёрный конь · f6 чёрная пешка · g6 чёрный ферзь · b4 белая пешка · e4 белый слон · g4 белая пешка · a3 белая пешка · h3 белая пешка · e2 белая ладья · g2 белый ферзь · a1 белая ладья · e1 белый король | 2 |
| 1 | a8 чёрная ладья · d8 чёрный король · e8 чёрная ладья · a7 чёрная пешка · c7 чёрная пешка · h7 чёрная пешка · b6 чёрный слон · c6 чёрный конь · f6 чёрная пешка · g6 чёрный ферзь · b4 белая пешка · e4 белый слон · g4 белая пешка · a3 белая пешка · h3 белая пешка · e2 белая ладья · g2 белый ферзь · a1 белая ладья · e1 белый король | a8 чёрная ладья · d8 чёрный король · e8 чёрная ладья · a7 чёрная пешка · c7 чёрная пешка · h7 чёрная пешка · b6 чёрный слон · c6 чёрный конь · f6 чёрная пешка · g6 чёрный ферзь · b4 белая пешка · e4 белый слон · g4 белая пешка · a3 белая пешка · h3 белая пешка · e2 белая ладья · g2 белый ферзь · a1 белая ладья · e1 белый король | a8 чёрная ладья · d8 чёрный король · e8 чёрная ладья · a7 чёрная пешка · c7 чёрная пешка · h7 чёрная пешка · b6 чёрный слон · c6 чёрный конь · f6 чёрная пешка · g6 чёрный ферзь · b4 белая пешка · e4 белый слон · g4 белая пешка · a3 белая пешка · h3 белая пешка · e2 белая ладья · g2 белый ферзь · a1 белая ладья · e1 белый король | a8 чёрная ладья · d8 чёрный король · e8 чёрная ладья · a7 чёрная пешка · c7 чёрная пешка · h7 чёрная пешка · b6 чёрный слон · c6 чёрный конь · f6 чёрная пешка · g6 чёрный ферзь · b4 белая пешка · e4 белый слон · g4 белая пешка · a3 белая пешка · h3 белая пешка · e2 белая ладья · g2 белый ферзь · a1 белая ладья · e1 белый король | a8 чёрная ладья · d8 чёрный король · e8 чёрная ладья · a7 чёрная пешка · c7 чёрная пешка · h7 чёрная пешка · b6 чёрный слон · c6 чёрный конь · f6 чёрная пешка · g6 чёрный ферзь · b4 белая пешка · e4 белый слон · g4 белая пешка · a3 белая пешка · h3 белая пешка · e2 белая ладья · g2 белый ферзь · a1 белая ладья · e1 белый король | a8 чёрная ладья · d8 чёрный король · e8 чёрная ладья · a7 чёрная пешка · c7 чёрная пешка · h7 чёрная пешка · b6 чёрный слон · c6 чёрный конь · f6 чёрная пешка · g6 чёрный ферзь · b4 белая пешка · e4 белый слон · g4 белая пешка · a3 белая пешка · h3 белая пешка · e2 белая ладья · g2 белый ферзь · a1 белая ладья · e1 белый король | a8 чёрная ладья · d8 чёрный король · e8 чёрная ладья · a7 чёрная пешка · c7 чёрная пешка · h7 чёрная пешка · b6 чёрный слон · c6 чёрный конь · f6 чёрная пешка · g6 чёрный ферзь · b4 белая пешка · e4 белый слон · g4 белая пешка · a3 белая пешка · h3 белая пешка · e2 белая ладья · g2 белый ферзь · a1 белая ладья · e1 белый король | a8 чёрная ладья · d8 чёрный король · e8 чёрная ладья · a7 чёрная пешка · c7 чёрная пешка · h7 чёрная пешка · b6 чёрный слон · c6 чёрный конь · f6 чёрная пешка · g6 чёрный ферзь · b4 белая пешка · e4 белый слон · g4 белая пешка · a3 белая пешка · h3 белая пешка · e2 белая ладья · g2 белый ферзь · a1 белая ладья · e1 белый король | 1 |
|   | a | b | c | d | e | f | g | h |   |

При посещении поместья покойного графа Александра Ивановича, отца Тульева, последний обращает внимание на шахматную доску с расставленными фигурами. Уже взявшегося передвигать шахматные фигуры, от раздумий и разыгрывания Михаила Александровича отвлекает пришедший сосед, с сообщением о том, что проводивший вскрытие патологоанатом предполагает убийство.
Анализ данной расстановки при помощи Stockfish показывает, что при ходе белых, после e4-g6, у белых больше шансов на победу.

## Романс в фильме
Романс "Люблю" (Музыка — Я. Дубравин, слова — В. Гин.) в 1-й серии фильма исполняет Людмила Ларина